# Lastenia de Mantinea
Lastenia de Mantinea (Lasthéneia) fue una filósofa griega de la antigüedad. Vivió en el Siglo IV a. C. y asistió a clases en la Academia Platónica de Atenas, la escuela de filosofía fundada por Platón.

## Biografía
Lastenia nació en la Ciudad de Mantinea en Arcadia. No se sabe nada de su familia ni de su juventud. Es una de las dos mujeres que, según una declaración del doxógrafo Diógenes Laercio, fueron discípulas de Platón. La otra es Axiotea de Fliunte. Diógenes se refiere a Dikaiarchos, un discípulo de Aristóteles, quien probablemente solo mencionó a Axiotea. Diógenes recoge además una información según la cual Lastenia y Axiotea también fueron alumnas del sobrino de Platón Espeusipo. Espeusipo había asumido como sucesor de su tío fallecido el cargo de erudito (director de escuela) de la Academia, que ocupó desde el año 348/347 hasta su muerte (339/338). Además, según Diógenes Laercio y Ateneo, Lastenia fue mencionada en una carta ficticia supuestamente dirigida a Espeusipo por el tirano Dionisio II de Siracusa. El desconocido autor de la carta acusó a Espeusipo, opositor político del tirano, de amor al placer y de relación erótica con Lastenia. Se desconoce si la acusación tenía fundamento histórico. 
La actividad filosófica de mujeres era inusual en esa época y, por lo tanto, se señaló en las fuentes como una peculiaridad. Platón estaba convencido, sin embargo, de que no había tareas específicamente femeninas o específicamente masculinas en el estado y que, por lo tanto, ambos sexos deberían recibir la misma educación. En consecuencia, permitió que las mujeres asistieran a clases de filosofía en su escuela. 
El neoplatónico de la antigüedad tardía Jámblico de Calcis, menciona a una mujer llamada Lastenia de Arcadia en su lista de las mujeres pitagóricas más importantes. En la investigación esto condujo a la suposición de que las figuras históricas Lastenia y Axiotea eran pitagóricas y solo una tradición posterior las convirtió en platónicas. La hipótesis opuesta es que eran alumnas de Platón y solo más tarde fueron consideradas erróneamente como pitagóricas. También es posible que la Lastenia pitagórica y la platónica del mismo nombre fueran dos personas diferentes o que Lastenia fuera una pitagórica que asistiera a clases en la Academia platónica. 
Un fragmento de los papiros de Oxirrinco habla de una filósofa que fue alumna de Espeusipo y Menedemo de Eretria después de la muerte de Platón. El autor del fragmento del texto se refiere al historiador de filosofía Hipócrates y añade que la mujer también fue mencionada por el peripatético Jerónimo de Rodas y Aristófanes. "Aristófanes" es por lo demás desconocido, tal vez el nombre fue confundido por el escritor del papiro. La filósofa es probablemente Axiotea o Lastenia.
Atendiendo a las referencias antiguas, Axiotea usaba ropa de hombre. Según el fragmento de la obra Academica (Academicorum index) de Filodemo, Lastenia hizo lo mismo. Filodemo probablemente tomó esta información de una obra perdida del historiador de filosofía Diocles de Magnesia